# Kamienica przy ulicy Grodzkiej 58 w Krakowie
Kamienica przy ulicy Grodzkiej 58 – zabytkowa kamienica, zlokalizowana przy ulicy Grodzkiej na krakowskim Starym Mieście. Od północy przylega ona do ewangelickiego kościoła św. Marcina.

## Historia kamienicy
W 1602 na miejscu obecnej kamienicy wzniesiono budynek szpitala dla księży emerytów. W 1607 został on przejęty przez parafię św. Marcina. W 1806 mieścił się w nim depozyt amunicji. W 1816 kamienicę przejęła parafia ewangelicka. Ze względu na zły stan techniczny została ona wyburzona na przełomie XIX i XX wieku. Na jej miejscu wzniesiono w latach 1910–1911 nową kamienicę, według projektu Jana Zawiejskiego. Posiada ona cechy niewielkiego pałacu miejskiego z neobarokowymi zdobieniami. W centralnym miejscu fasady, na wysokości pierwszego piętra, zlokalizowano wykusz, nad którym umieszczono kartusz z datą ukończenia budowy – 1911. 
22 sierpnia 1988 kamienica została wpisana do rejestru zabytków. Znajduje się także w gminnej ewidencji zabytków.